# Piskorovce
Piskorovce (in ungherese Királyhegy) è un comune della Slovacchia facente parte del distretto di Vranov nad Topľou, nella regione di Prešov.